# برباط
بلدية بَرْبَاط (بالإسبانية: Barbate)‏ هي إحدى بلديات مقاطعة قادس، التي تقع في منطقة الأندلس جنوب إسبانيا.
يبلغ عدد سكانها 22,811  نسمة وفقاً لإحصائية سنة (2023). وقعت فيها معركة وادي برباط بقيادة القائد المسلم طارق بن زياد سنة 92 هجرية

## معرض صور

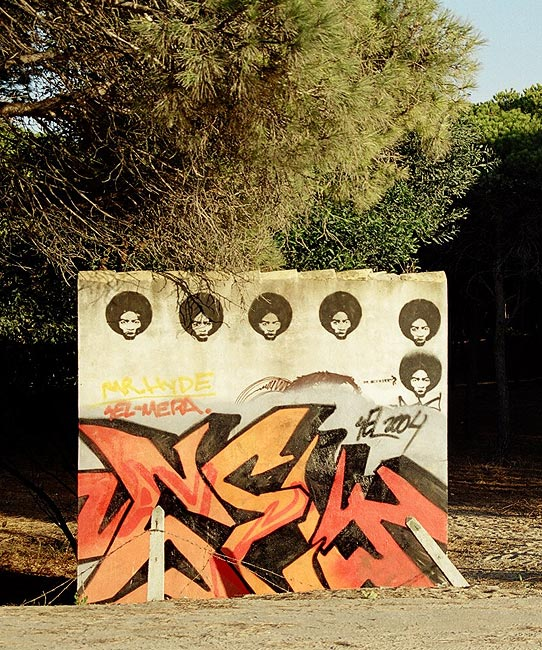
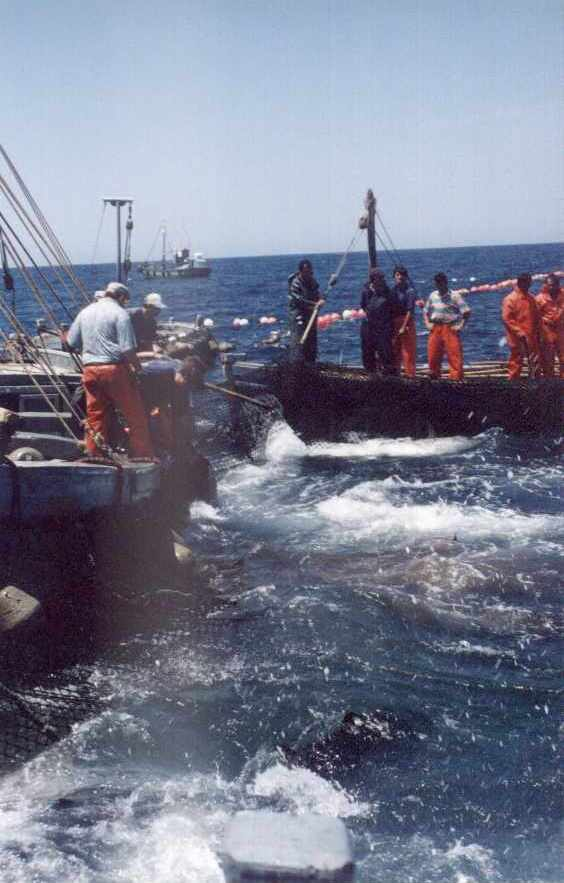
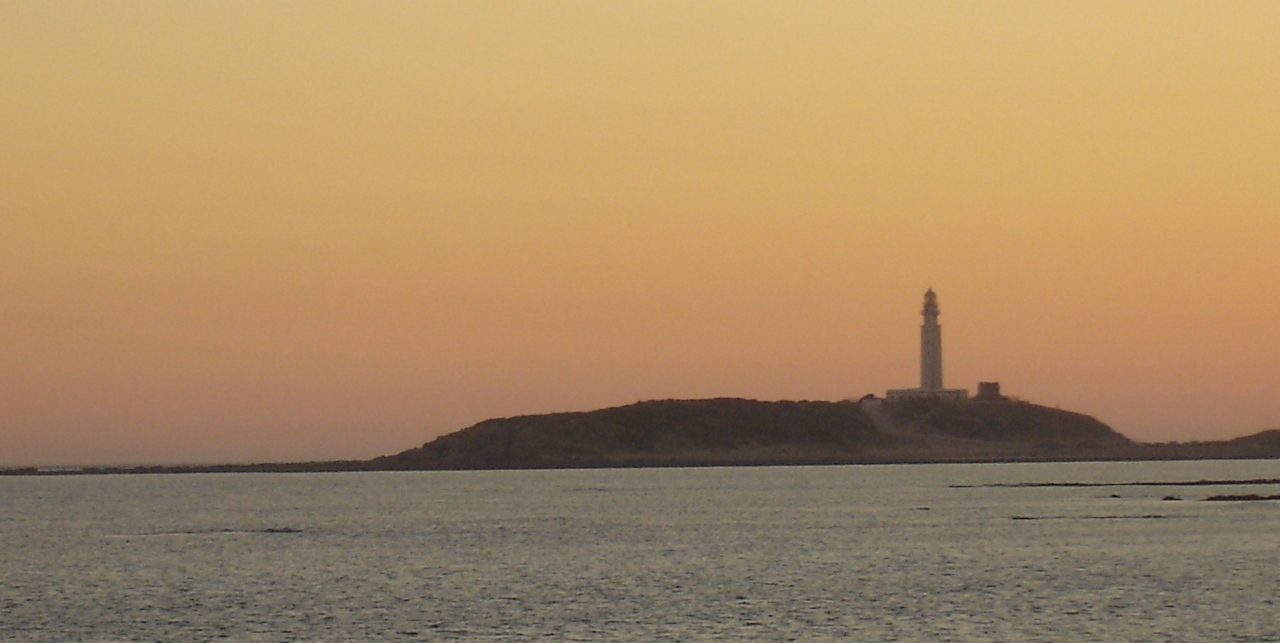
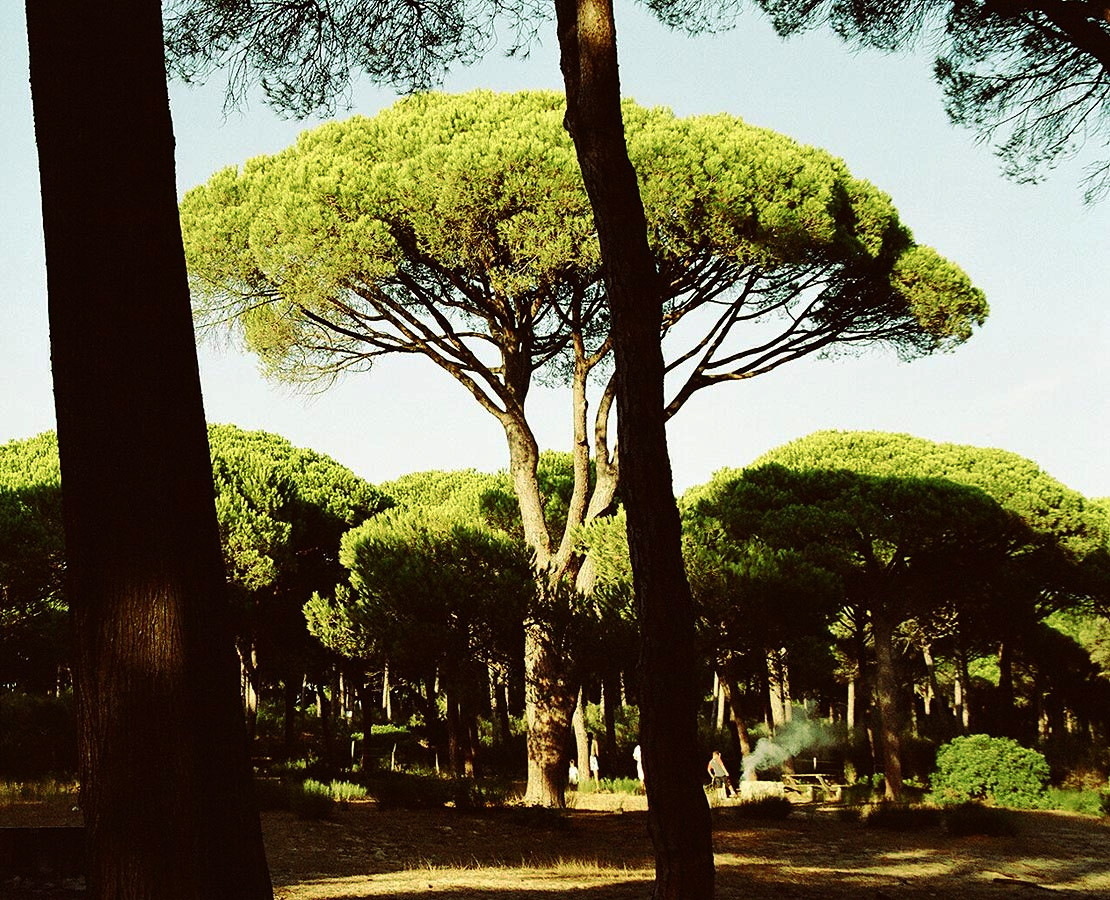

## أعلام
- بريان جيل
- جوزيه أنطونيو كاناليس ريفيرا
- فرانشيسكو خيسوس بيريز ماليا